# Dorfkirche Kreypau

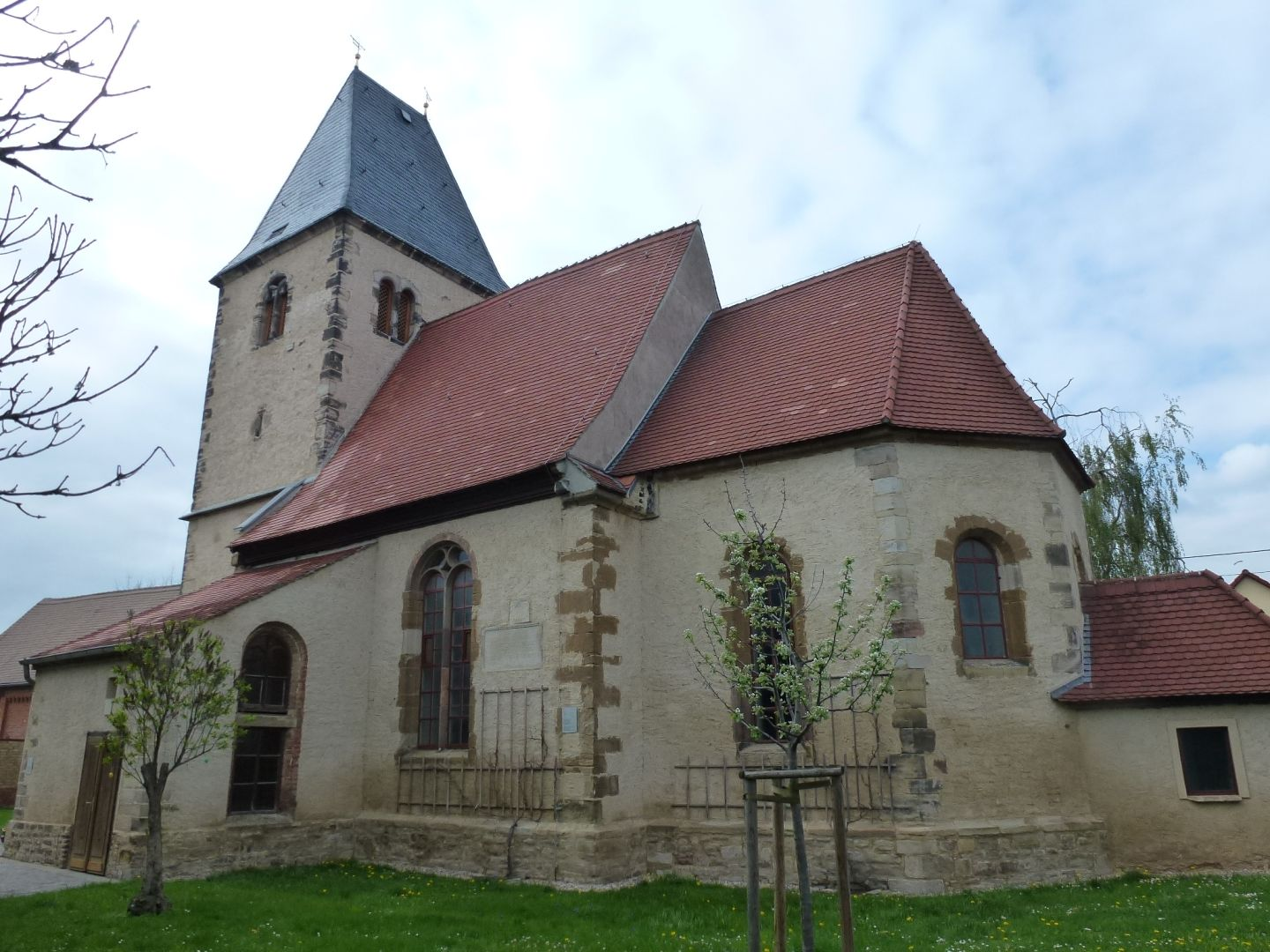
Kirche Kreypau, Ansicht von Südost, 2013

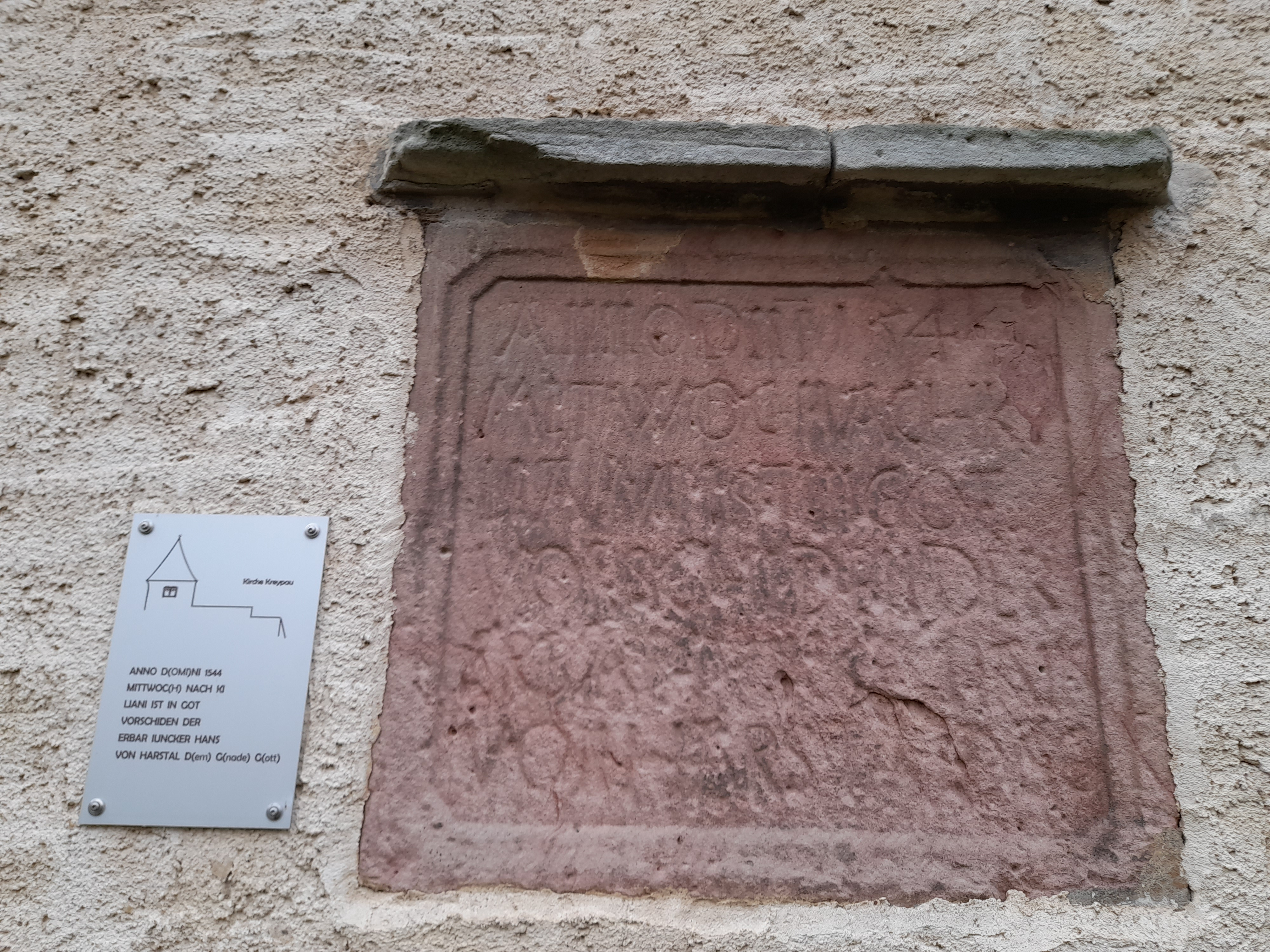
Gedächtnistafel für Hans von Harstall († 1544) an der Nordseite

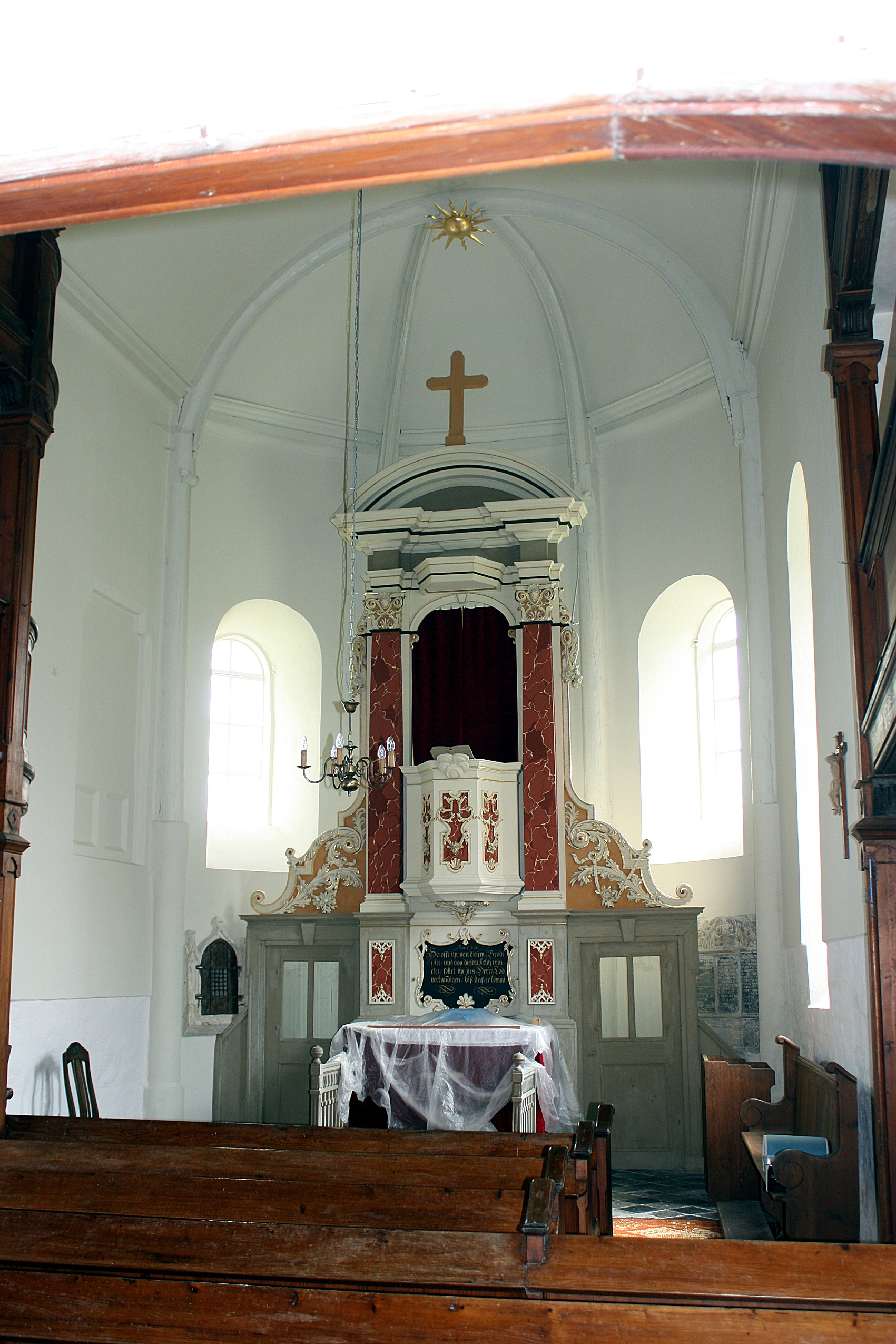
Innenansicht nach Osten

Die Dorfkirche Kreypau ist die evangelische Kirche des zur Stadt Leuna gehörenden Dorfes Kreypau in Sachsen-Anhalt. Sie gehört zum Pfarrbereich Wallendorf im Kirchenkreis Merseburg der Evangelischen Kirche in Mitteldeutschland. Im örtlichen Denkmalverzeichnis ist sie unter der Erfassungsnummer 094 20506  als Baudenkmal verzeichnet.

## Geschichte und Architektur
Die ortsbildprägende Kirche, ein verputzter Bruchsteinbau, wurde inschriftlich 1550/1551 anstelle eines älteren romanischen Vorgängerbaus erbaut. Vermutlich wurden auch einige Teile von diesem wieder mitverwendet. 
Der querrechteckige Westturm, bereits 1530 errichtet, hat auf allen vier Seiten gekuppelte rundbogige Schallöffnungen. Während des Dreißigjährigen Krieges wurde um 1641 eine Glocke gestohlen. Heute befinden sich im Turm drei Stahlglocken aus dem Jahr 1920. 
Der Saalbau ist mit Maßwerkfenstern versehen. Die südliche Vorhalle ist laut Datierung von 1793; hier wurde ein romanisches Würfelkapitell wieder verwendet. An der Nordseite des Schiffs befindet sich eine auf 1544 datierte, kulturgeschichtlich bemerkenswerte Erinnerungstafel für den Initiator des Kirchenbaus.

## Ausstattung
Im Innern werden das Schiff und der Chor von Holztonnen überwölbt. Im Erdgeschoss des Turmes befinden sich zwei durch spitzbogige Türen zugängliche Räume, die von einer Tonne bzw. Kreuzgratgewölbe überspannt sind. Der Saal ist mit einer an den Längsseiten zweigeschossigen Hufeisenempore ausgestattet. Die große Orgel auf der Westempore stammt von Carl Joseph Chwatal aus den Jahren 1866–1868.
Der hölzerne Kanzelaltar aus den 1720er Jahren zeichnet sich durch einen hohen Aufbau mit seitlichen Durchgängen und ein sparsames, jedoch qualitätvolles Schnitzdekor aus. Erhalten ist der Taufstein von 1627 sowie eine sich im Chor befindliche Sakramentsnische. In der Kirche ist ebenfalls der Grabstein des 1617 verstorbenen Pfarrers Martin Schamelius aufgestellt. 
Das im Jahre 2020 restaurierte Epitaph für den Kreypauer Rittergutsbesitzer Carl Wilhelm von Dieskau, der 1695 an den Folgen einer schweren Verletzung in der „Bataille bey Fleury“ starb und in Kreypau begraben wurde, bekam in diesem Jahr seinen früheren Platz in der Kirche wieder.
Vor der Kirche an der Südwand befinden sich ein barockes Grabdenkmal sowie ein Kriegerdenkmal von 1921 für die Gefallenen des Ersten Weltkrieges. Im Jahre 1995 wurde das Denkmal mit den Namen der im Zweiten Weltkrieg gefallenen Kreypauer ergänzt.